# Хокку
Хокку (яп. 発句, букв. «вступительный стих») — вступительная строфа японского стихотворения-рэнга, либо рэнку. Со времен Мацуо Басё (1644—1694), словом «хокку» стали называть и самостоятельный стих. Хокку в сочетании с прозой именовались хайбун. В конце XIX века Масаока Сики (1867—1902) предложил называть стих-хокку словом «хайку», так стали называть все произведения данного жанра, независимо от времени написания. Термин «хокку» по-прежнему используется для обозначения вступительного стиха рэнги.

## Содержание
Хокку всегда занимал особое место в традициях рэнга и рэнку. Сочинить хокку приглашали самого почётного гостя, от него ожидалось, что он похвалит хозяина дома или осудит себя (часто символически), одновременно включив в стих отсылку к окружающей обстановке и времени года. Следующий стих доставался хозяину, который отвечал комплиментом гостю, опять же, обычно символически.

## Форма
Как правило хокку состоял из 17 мор, которые можно разделить на части длиной 5, 7 и 5 мор. В конце одной из частей хокку располагалось кирэдзи, «разделительное слово». Как и все другие японские стихи, японский хокку традиционно пишется одной вертикальной строкой.